# Allied Forces
Allied Forces è il quinto album della band Triumph pubblicato nel 1981.

## Tracce
1. Fool for Your Love – 4:34 (testo: Moore, Levine, Emmett)
2. Magic Power – 4:54 (testo: Emmett, Levine, Moore)
3. Air Raid – 1:18 (testo: Levine)
4. Allied Forces – 5:05 (testo: Moore, Levine, Emmett)
5. Hot Time (In This City Tonight) – 3:23 (testo: Emmett, Levine, Moore)
6. Fight the Good Fight – 6:16 (testo: Emmett, Levine, Moore)
7. Ordinary Man – 7:17 (testo: Emmett, Levine, Moore)
8. Petite Etude – 1:15 (testo: Emmett)
9. Say Goodbye – 4:34 (testo: Emmett, Levine, Moore)

## Formazione
- Gil Moore - batteria, voce
- Mike Levine - basso, tastiera, cori
- Rik Emmett - chitarra, voce